# Prismensucher

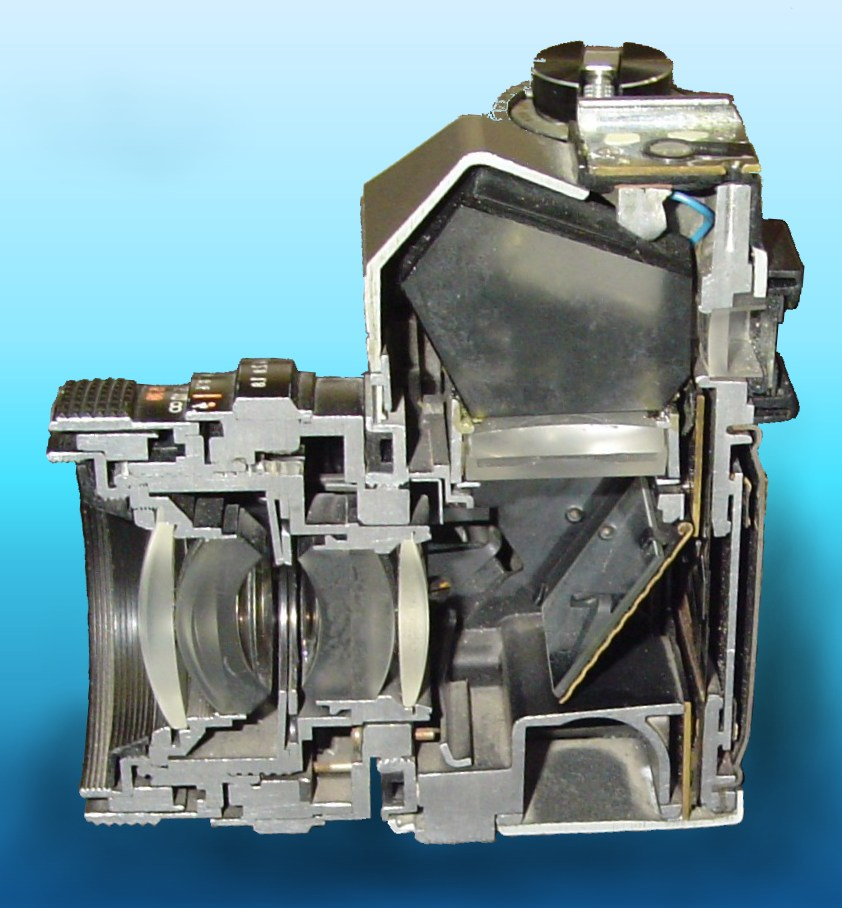
Spiegelreflexkamera Praktica L (1969) mit Prismensucher (oberstes, großes fünfeckiges Bauteil im Bild), zur Anschauung des Kamerainneren halbiert. Diese Bauweise liegt grundsätzlich auch heutigen digitalen SLR-Kameras zugrunde.

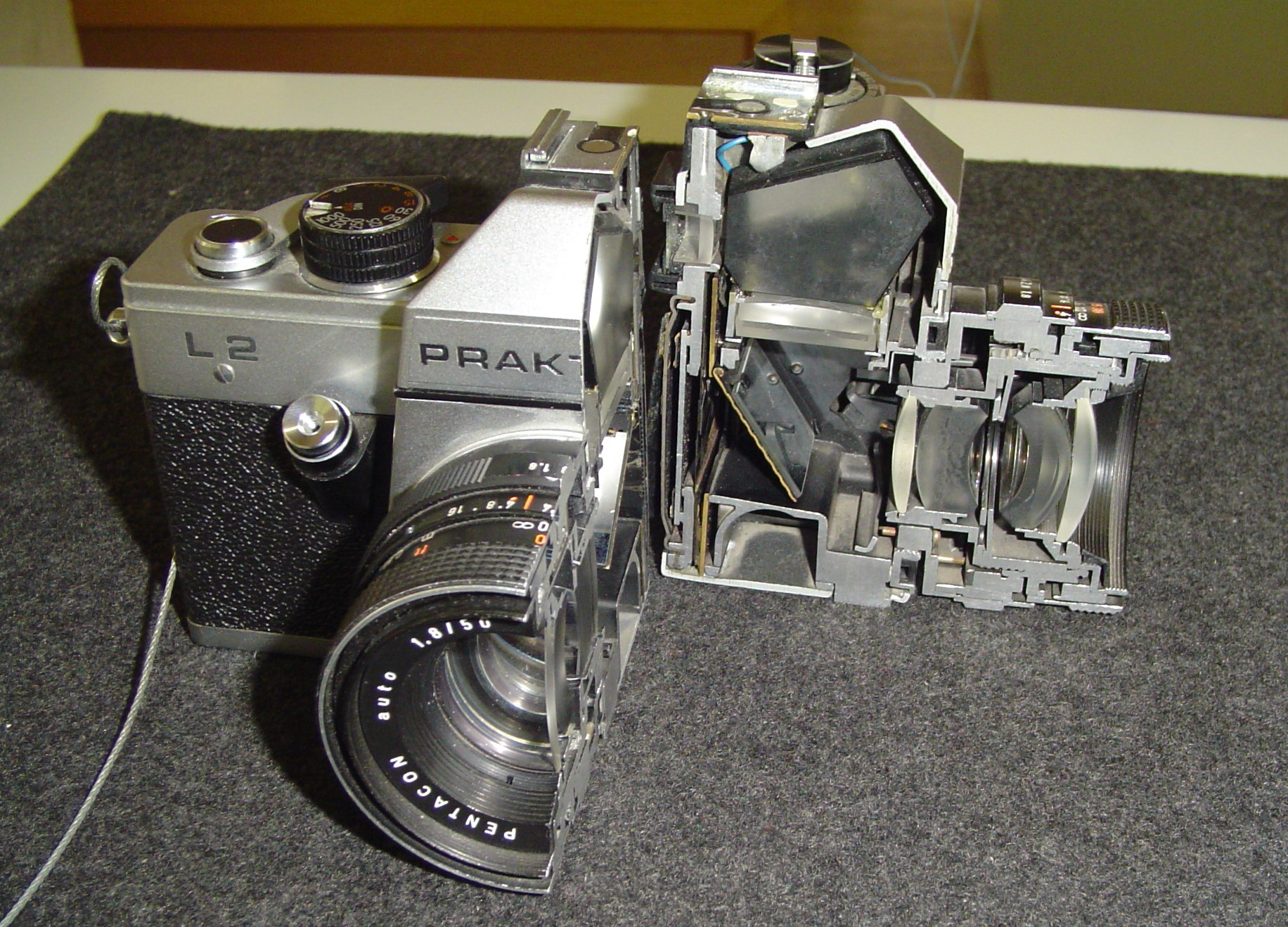
Das obige Schnittmodell zusammen mit der anderen Hälfte der Kamera.

Ein Prismensucher ist ein optisches Bauteil, der in der Regel bei einer (einäugigen) Spiegelreflexkamera eingesetzt wird. Er ermöglicht, das durch das Objektiv kopfstehende und durch den Schwingspiegel seitenverkehrte Bild durch ein zur optischen Achse des Objektivs parallel angeordnetes Okular auf der Einstellscheibe seitenrichtig und aufrecht zu betrachten. Dadurch ist die intuitive Bildausschnittwahl einfacher als beim Lichtschachtsucher. Außerdem kann beim Prismensucher eine höhere Bildhelligkeit erreicht werden.

## Geschichte
Der erste Spiegelreflex-Sucher für den Einblick in Augenhöhe mit seitenrichtigem, aufrechtem Bild wurde in Ungarn am 23. August 1943 von Jenő Dulovits patentiert – er entwarf mit der Duflex auch die erste 35-mm-Spiegelreflex-Kamera für diesen heute üblichen Suchereinblick – allerdings nutzte er noch kein Dachkantpentaprisma, sondern einzelne Prismen/Spiegel. Die Einführung des Prismensuchers war entscheidend für den weltweiten Erfolg des Spiegelreflex-Kamerakonzeptes.

## Der Prismensucher besteht aus folgenden Bauteilen
1. Mattscheibe
2. Dachkant-Prisma (Pentaprisma)
3. Sucherokular
4. Gehäuse (bei Wechselsuchern)

Hinweis: Bei den meisten Spiegelreflexkameras ist der Prismensucher fester Bestandteil der Kamera und in das Kameragehäuse eingebaut. Bei den Kameras mit Wechselsucher ist die Mattscheibe je nach Kameramodell entweder ein Teil des Prismensuchers oder ein Teil der Kamera, lässt sich in diesem Fall also nicht gemeinsam mit dem Sucher abnehmen.

## Funktionsweise
In einer Spiegelreflexkamera wird das Sucherbild erzeugt, indem das Licht durch das Aufnahmeobjektiv in die Kamera fällt. Dort wird es von einem im 45-Grad-Winkel liegenden Umlenkspiegel auf eine Mattscheibe projiziert, die waagerecht über dem Umlenkspiegel angeordnet ist. Über der Mattscheibe sitzt das Dachkant-Prisma, welches das Sucherbild entlang der Hochachse spiegelt (d. h. links mit rechts vertauscht) und von der Waagerechten in die Senkrechte kippt. An der Rückseite der Kamera, also hinter dem Prisma, sitzt das Sucherokular, ein Linsensystem, welches dafür sorgt, dass der Betrachter das Sucherbild scharf sehen kann.

## Besondere Bauformen

### AE-Sucher (Auto Exposure)
Ein Prismensucher mit eingebautem Belichtungsmesser. Er erlaubt die Aufrüstung einer Spiegelreflexkamera mit einem TTL-Belichtungsmesser. Wird häufig bei Mittelformatkameras eingesetzt. Bei manchen Kameramodellen erweitert ein AE-Sucher das Grundgehäuse nicht nur um die Funktion der Belichtungsmessung, sondern gleichzeitig um die Belichtungsautomatik.

### Sportsucher
Ein Prismensucher mit einem besonders großen Okular, das ein Anvisieren des Motivs auch dann erlaubt, wenn man das Auge nicht direkt ans Okular hält.  Manche Sportsucher erlauben über das Verdrehen des Okulars einen Einblick wahlweise von hinten oder von oben. Eine Unterart des Sportsuchers ist der High-Eyepoint-Sucher, der so abgestimmt ist, dass auch Brillenträger das gesamte Bildfeld überblicken können, obwohl sie durch die Brille mit ihrem Auge nicht direkt ans Okular kommen. Typisches Beispiel für eine Kamera mit High-Eyepoint-Sucher ist die Nikon F3-HP.

### Porroprismensucher
Bei einem Pentaprismasucher sitzt das Sucherokular direkt hinter dem Prisma in der optischen Längsachse der Kamera. Im Unterschied dazu wird im Porroprismensucher das Sucherbild von der Mattscheibe aus über ein Porroprisma auf das Okular umgelenkt, das auf der Rückseite der Kamera am linken Rand sitzt. Der Vorteil dieser Bauart ist ein kompakteres Kameragehäuse und größere gestalterische Freiheiten beim Design. Der Kamerahersteller Olympus hat den Porroprismasucher unter anderem bei den digitalen SLRs E-300 und E-330 eingebaut. Porroprismensucher werden immer fest ins Kameragehäuse eingebaut.

## Pentaspiegelsucher
Im Gegensatz zum Pentaprismasucher arbeitet der Pentaspiegelsucher nicht mit einem Prisma aus Glas, sondern mit einer Anordnung aus verspiegelten Flächen. Die Funktionsweise ist ansonsten gleich. Der Pentaspiegelsucher erzeugt im Vergleich ein etwas dunkleres Sucherbild als ein Pentaprismensucher. Er ist leichter und deutlich billiger in der Herstellung. Er wird häufig bei preisgünstigen Spiegelreflexkameras eingebaut.